# 廣西直隸州
廣西直隸州，清代雲南省的直隸州。

广西州在云南省的位置（1820年）

评价：衝，繁，難。隸迤東道，明代為廣西府，領州三。康熙八年（1669年），省維摩州，改置三鄉縣。九年，省入師宗縣。雍正九年（1731年），設師宗州，州同駐舊維摩州之丘北。乾隆三十五年（1770年），降府為直隸州，降師宗、彌勒為縣，降丘北同知為縣丞。道光二十年（1740年），升丘北縣丞為縣。領縣三：師宗縣、彌勒縣、丘北縣。